# زوارتنوتس (تاریخی)
کلیسای جامع زوارتنوتس یا پرستشگاه زوارتنوتس (به ارمنی: Զվարթնոց տաճար - به انگلیسی Zvartnots Cathedral) که در زبان ارمنی به معنی نیروهای نگهبان یا فرشته‌های آسمانی است، نام یکی از آثار باستانی ارمنستان است که در نیمه سدهٔ ۷ میلادی در نزدیکی شهر واغارشاپات (به ارمنی: Վաղարշապատ) ساخته شده‌است. این اثر در فهرست میراث جهانی یونسکو ثبت شده‌است.

## تاریخچه
کلیسای جامع زوارتنوتس یک کلیسای جامع حواری ارمنی واقع در ارمنستان می‌باشد. ساخت این پرستشگاه به فرمان جاثلیق کل ارمنیان، نرسس سوم معروف به «نرسس سازنده» بین سالهای ۶۴۱ تا ۶۴۳ میلادی آغاز و در سال ۶۵۲ میلادی به پایان رسید. این بنا به سبک معماری ارمنی طراحی شده‌است.
زوارتنوتس زمانی که ارمنستان تحت کنترل یا نفوذ امپراتوری روم شرقی و اوایل حمله اعراب به ارمنستان بنا گردیده‌است. آن در مکانی که گریگور روشنگر و تیرداد سوم ارمنستان با همدیگر دیدن کردند. بنا به گفته مؤسس کاغانکاتواتسی مورخ ارمنی قرون وسطی این کلیسا در سال ۶۵۲ وقف شده‌است. زوارتنوتس تا پایان سده دهم میلادی پابرجا بود اما در منابع تاریخی به علت ویرانی آن اشاره نشده‌است.

## معماری زوارتنوتس
کلیسای جامع زوارتنوتس دارای ستون‌ها با سرستون‌هایی است که چهار عدد از ستون‌ها با طرحی از یک عقاب در بالای ان در مقابل چهارپایه اصلی کلیسا ایستاده‌اند. طراحی ساختمان اصلی کلیسا به شکل دایره می‌باشد ولی در قسمت‌های داخلی آن می‌توان یک ۳۲ ضلعی را مشاهده کرد که از قسمت‌های مختلفی تشکیل شده‌است. بر روی لبهٔ پنجره‌ها و اتاق‌ها و همین‌طور درها می‌توان کنده کاری‌هایی را با اشکال مختلف انگور و انار دید؛ انار به معنای نماد باروری و انگور به معنای خون و قیامت می‌باشد. در قسمت‌هایی نیز حکاکی‌هایی از عقاب‌ها دیده می‌شود که نماد پیروزی، مقاومت و قیام در دورهٔ قرون وسطی بوده‌است.

## معماری کاخ نرسس سوم
در قسمت غربی زوارتنوتس، کاخ موقت جاثلیق نرسس سوم قرار داشت؛ این کاخ خود از دو بخش مجزا تشکیل شده‌است بخش شرقی و غربی. بخش غربی شامل اتاق‌های اصلی برای اقامت و سالنی کوچک بوده که کاربردی تابستانه داشته‌است. در این سالن جشن‌های مختلف برگزار می‌کردند و مراسم اهدای هدایا نیز در آن انجام می‌شده‌است و توسط سه ستون به سه بخش مختلف تقسیم می‌شده‌است. این سه بخش توسط سه راهرو به هم مرتبط می‌شدند و در این بخش سالن کنفرانس هم وجود داشته‌است. قسمت شرقی نیز شامل بخش‌های خدماتی مثل انبار و حمام بوده‌است و در بخش جنوبی آن کارخانه تولید نوشیدنی جاثلیق وجود داشته که با خاک رس ساخته شده بود. معماری این کاخ پلانی مربع شکل داشته و بررسی نوع روشی که برای تأمین نور داخلی آن در نظر گرفته بودند، نشان می‌دهد از سقف چوبی برای کاخ بهره برده بودند.

## ساعت خورشیدی

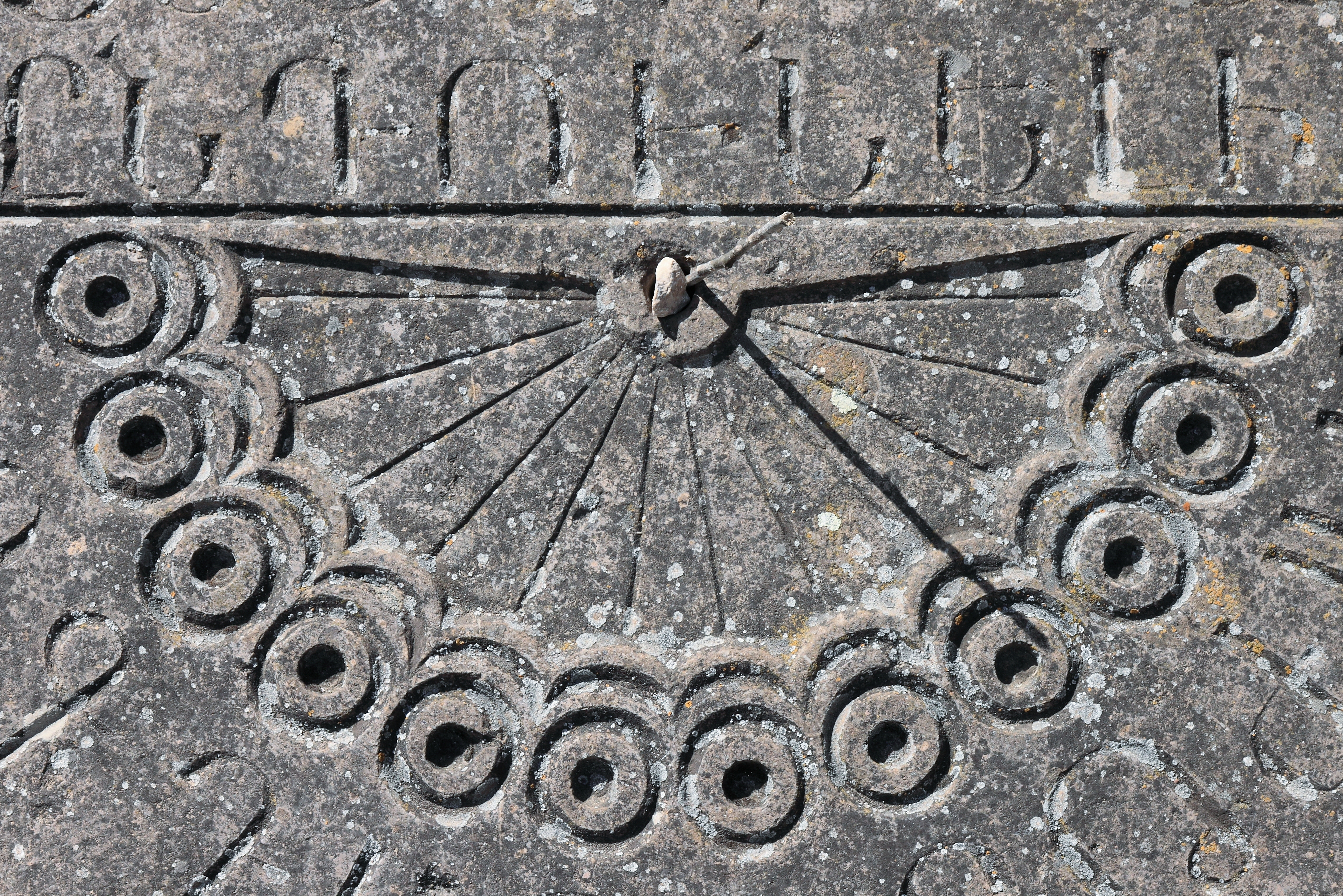
ساعت خورشیدی

قدیمی‌ترین ساعت خورشیدی به دست آمده در ارمنستان متعلق به دیر زوارتنوتس از نیمهٔ اول قرن هفتم میلادی است. این ساعت خورشیدی به شکل دایره تراشیده شده. در نیم دایرهٔ بالای آن کتیبه ای قرار دارد با متن: «دست به دعای خداوند مقدس متعال برای ساعت مورد قبول بردار». نیم دایرهٔ پایینی، که ساعت‌های روز را نشان می‌دهد، از دوازده قسمت تشکیل شده‌است.

## حفاری‌ها
ویرانه‌های زوارتونتس تا زمانی که در ابتدای سده بیستم میلادی کشف شد در زیر خاک باقی ماند. بین سال‌های ۱۹۰۱ و ۱۹۰۷ تحت راهنمایی «وارداپت خاچیک» دادیان حفاری شد و پایه‌های کلیسای جامع و بعلاوه خرابه‌های ارگ جاثلیق و کارخانه شراب سازی کشف شد. قسمت‌های مختلف زوارتنوتس در سال ۱۹۴۰ توسط معمار ارمنی توروس تورامانیان بازسازی گردید.

## نگارخانه

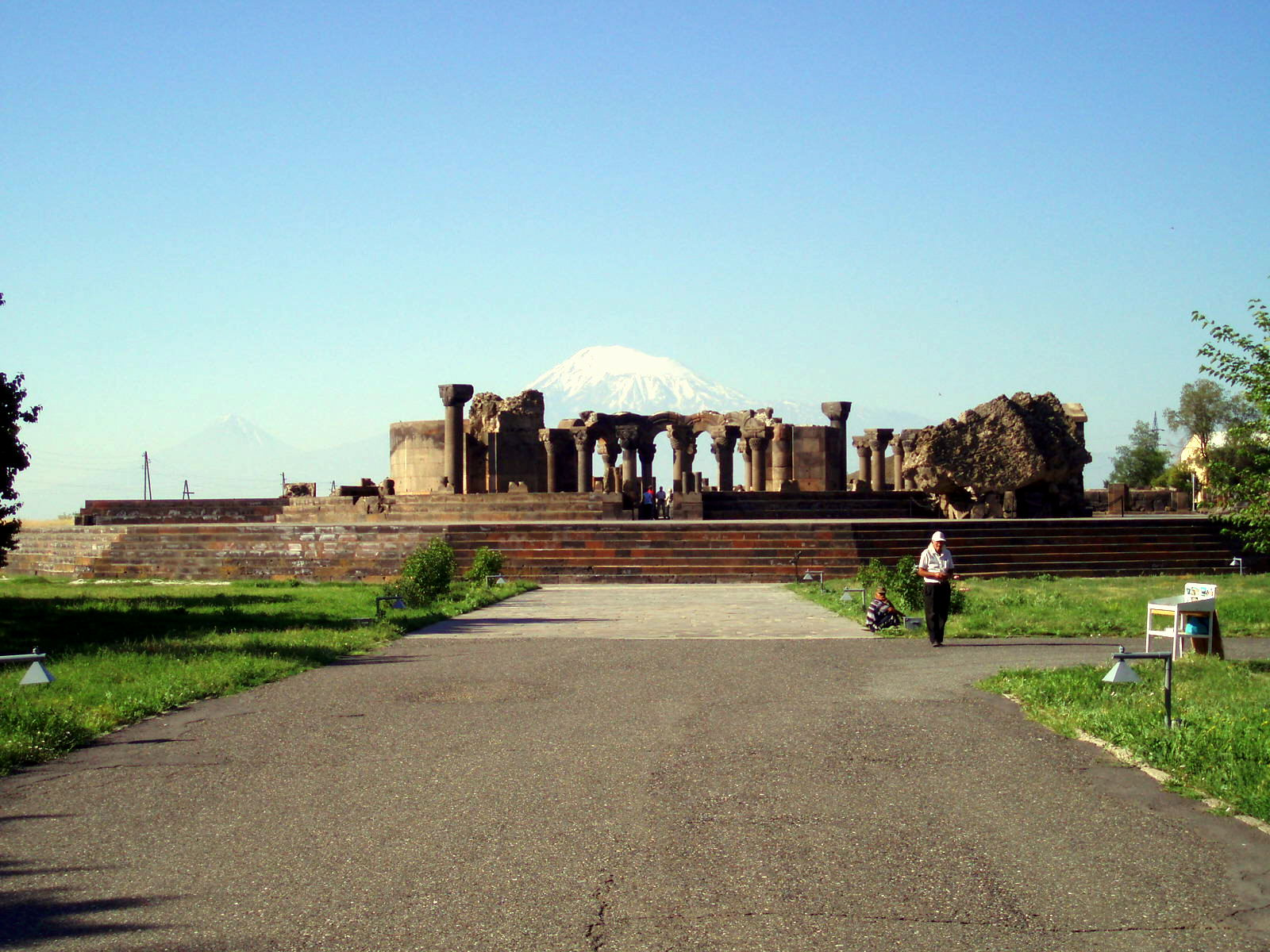
نمایی از ویرانه‌های زوارتونتس
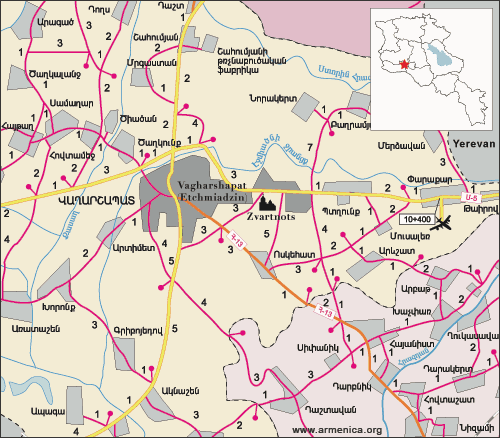
نقشه مسیر زوارتونتس
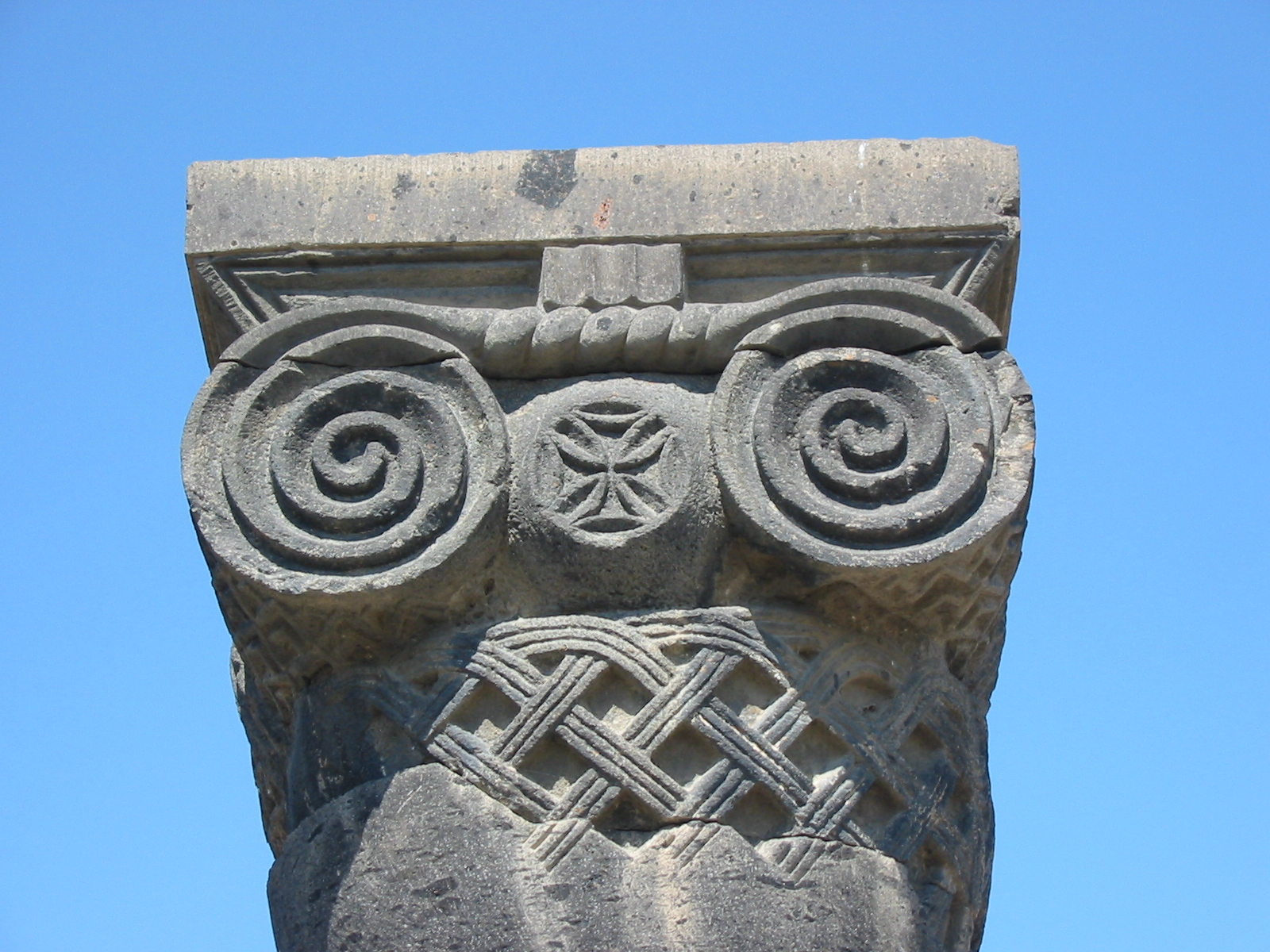
سرستون‌های باقی مانده
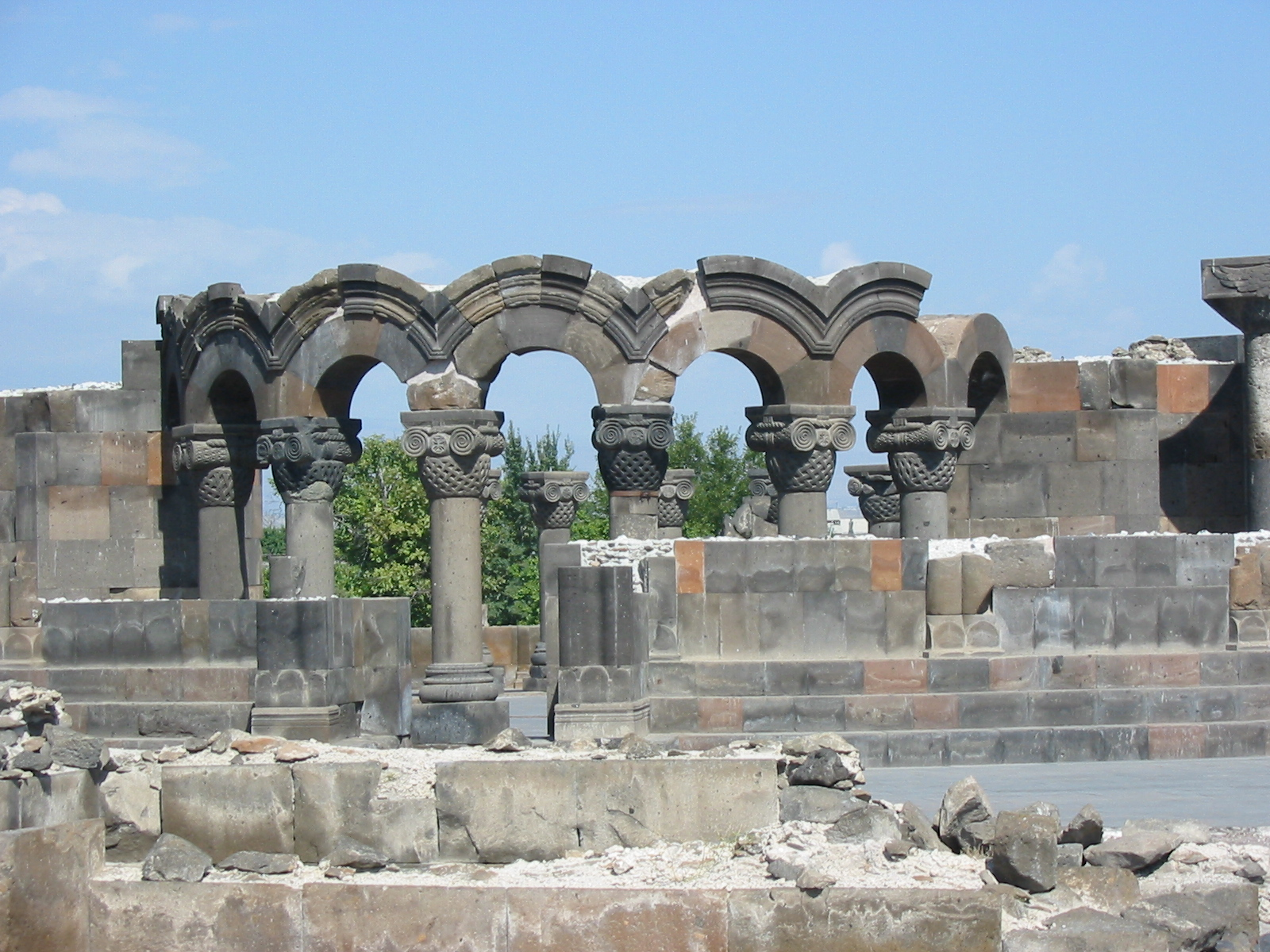
ویرانه‌های کلیسای جامع زوارتونتس
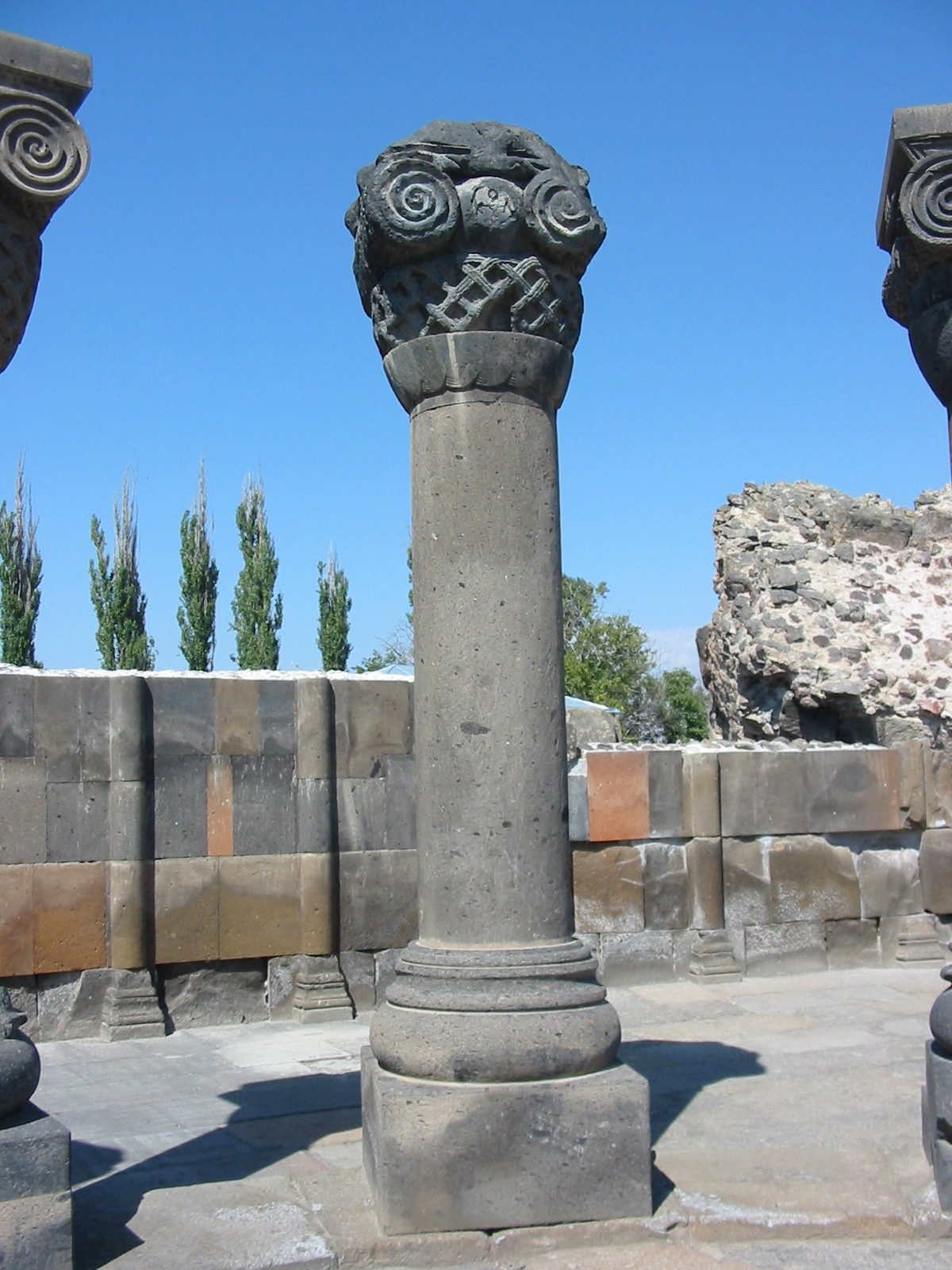
یکی از ستون‌های زوارتونتس
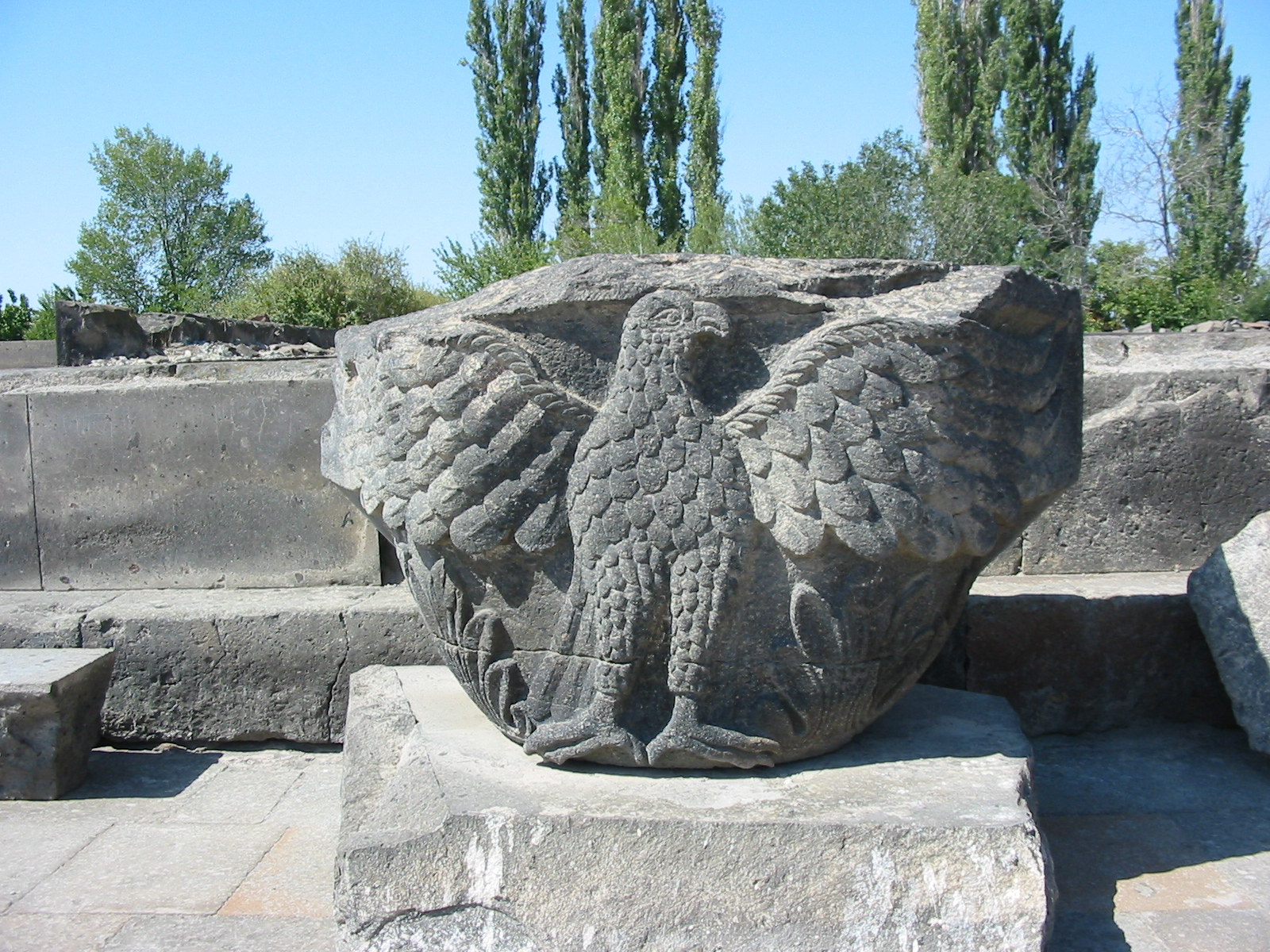
عقاب با بال‌های افراشته
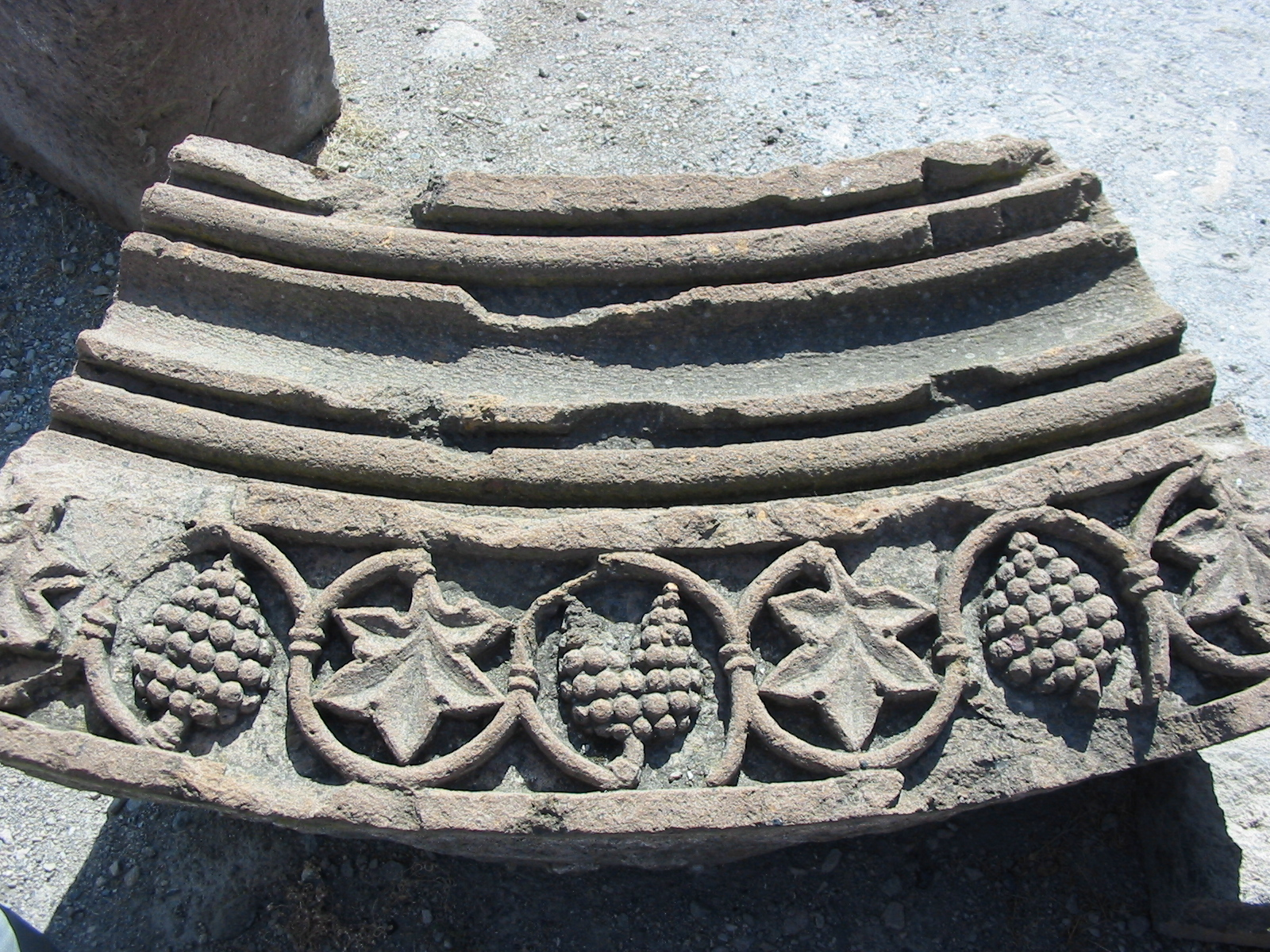
طاق‌های باقی مانده از زوارتونتس
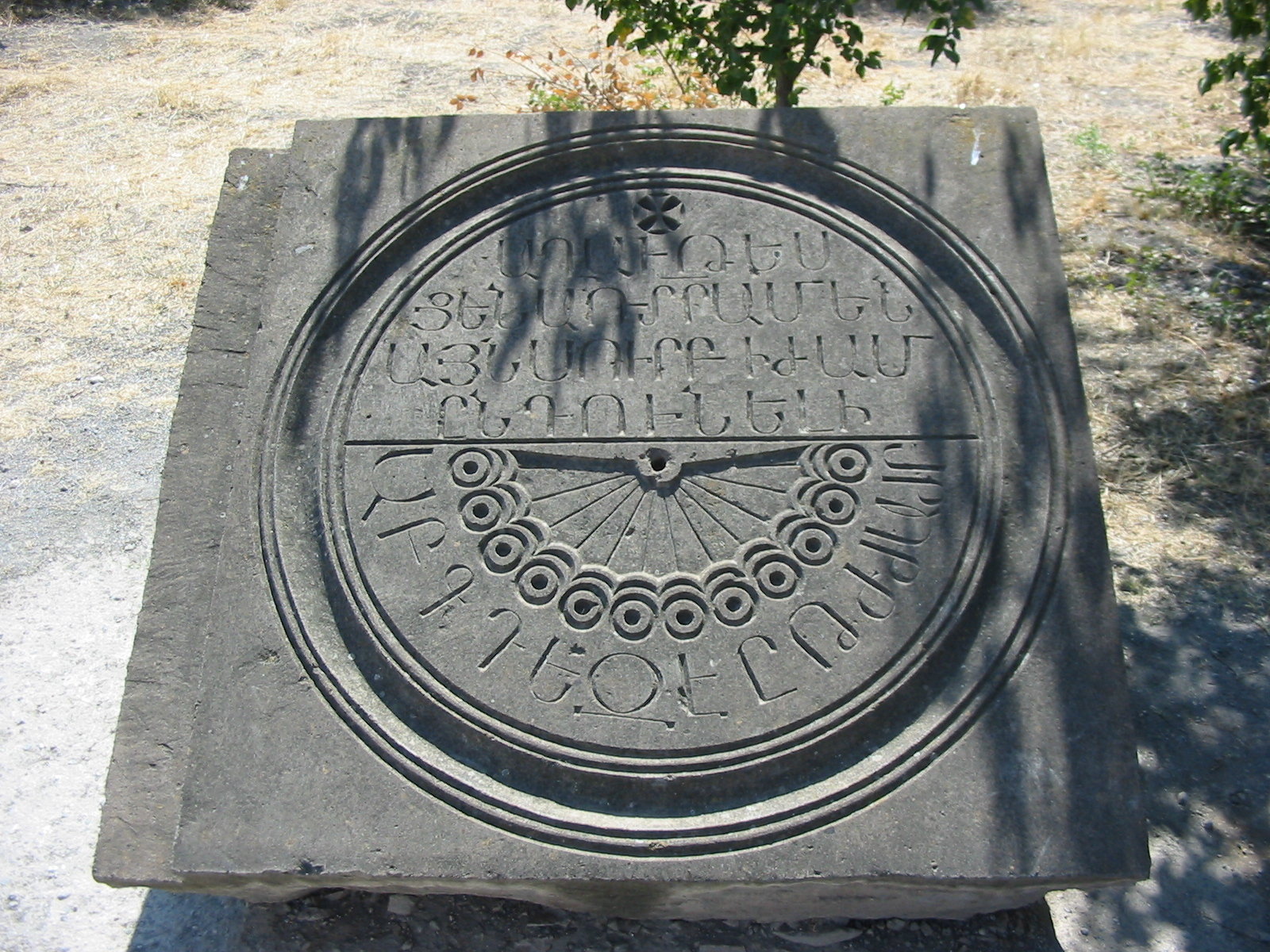
ساعت خورشیدی
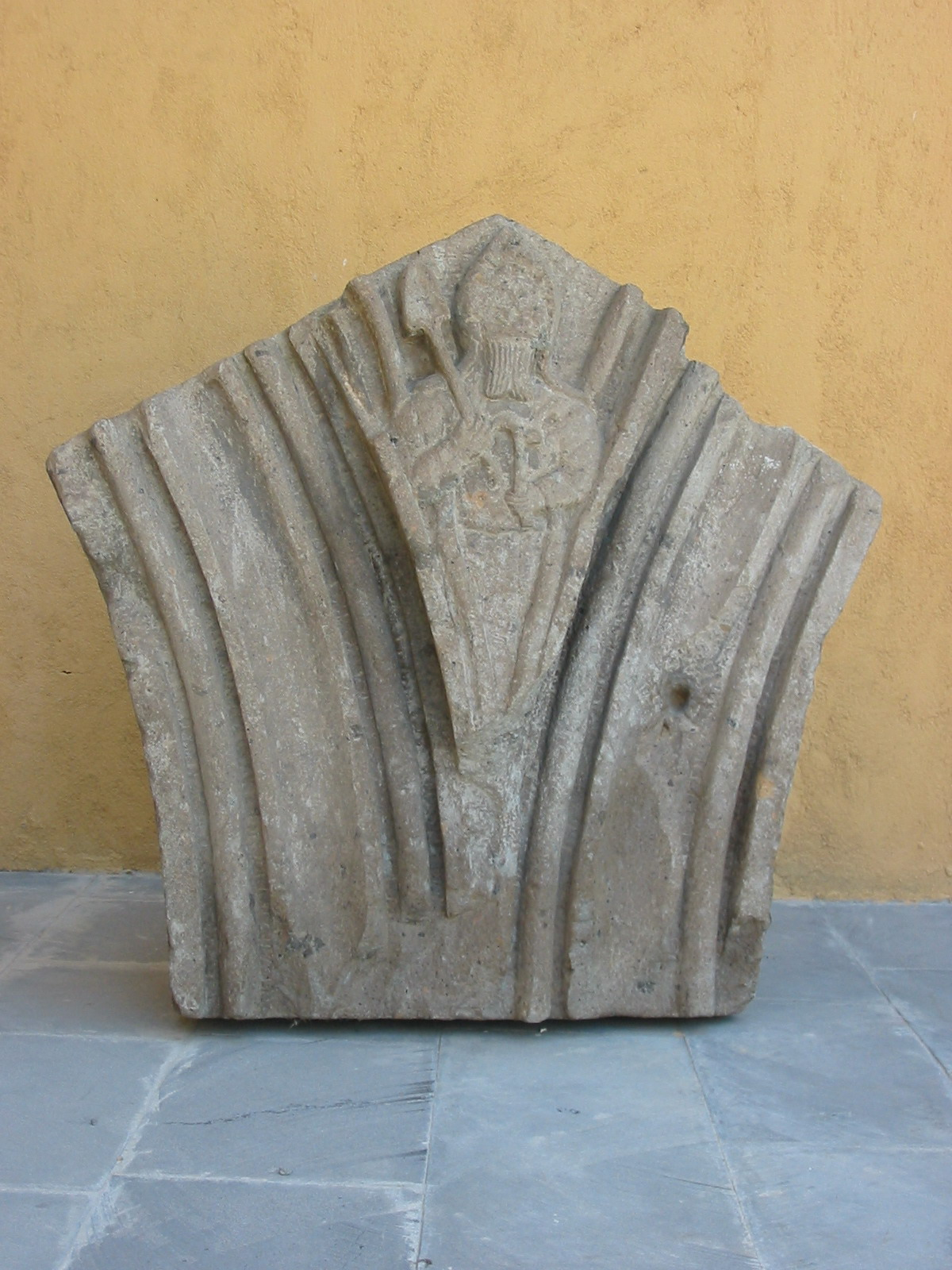
ویرانه‌های زوارتونتس
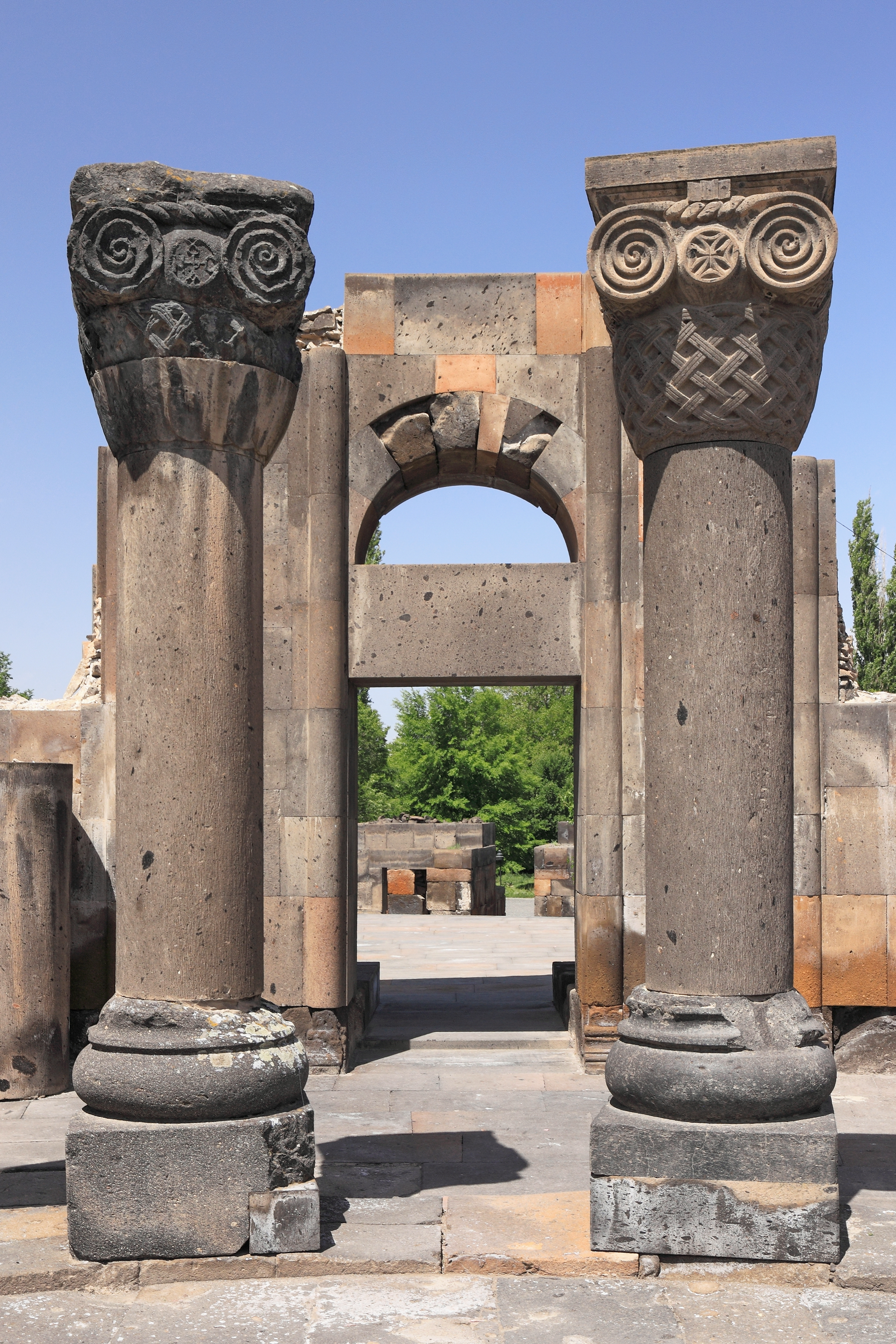
ستون‌های باقی مانده
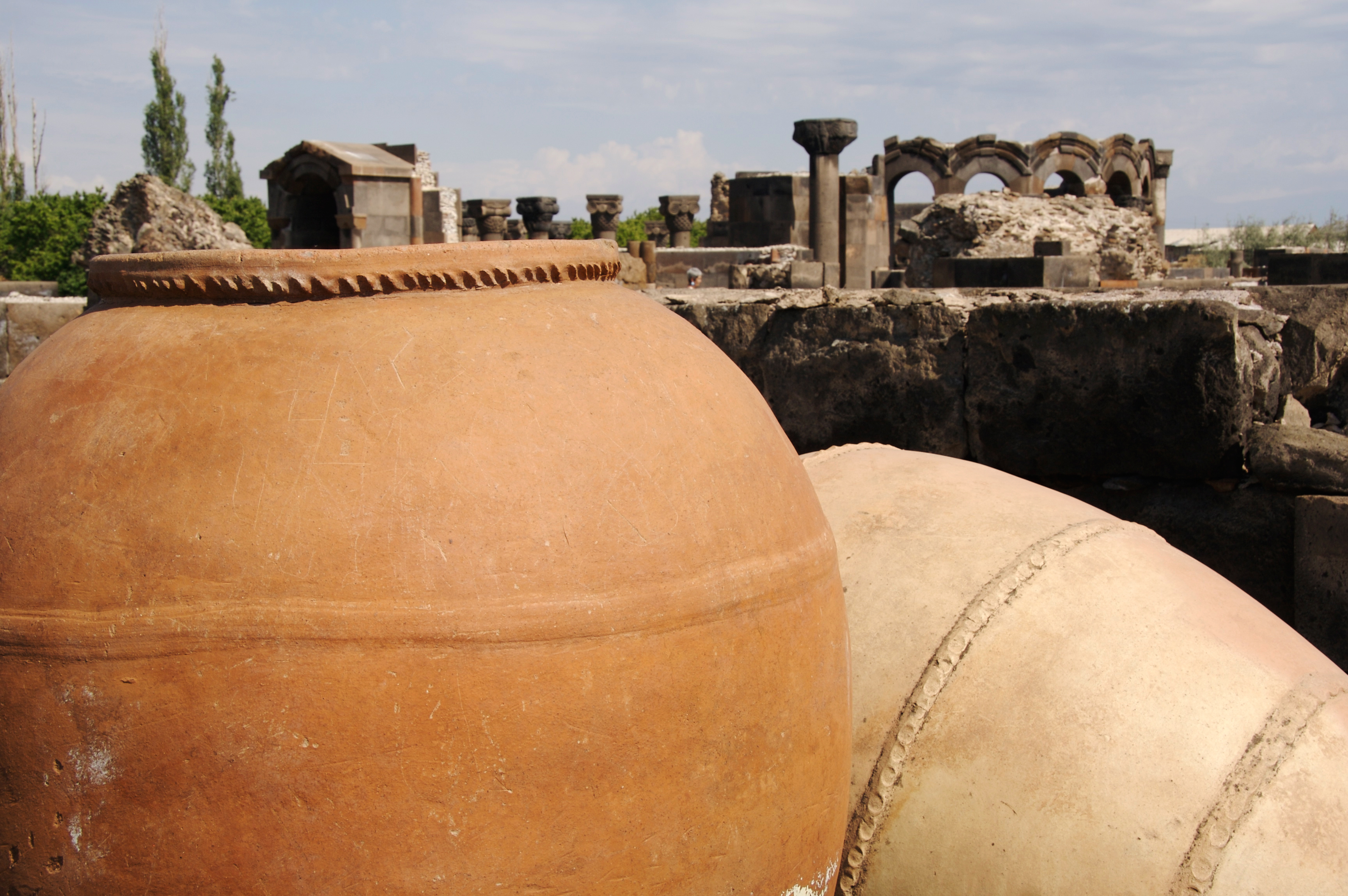
کوزه‌های شراب کشف شده
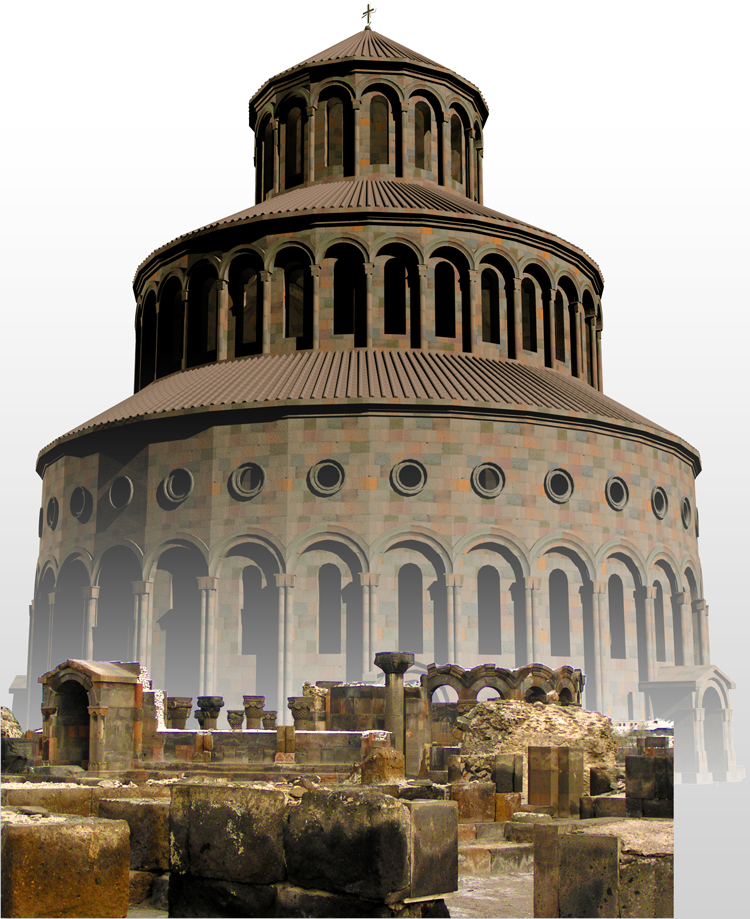
طرحی از زوارتونتس
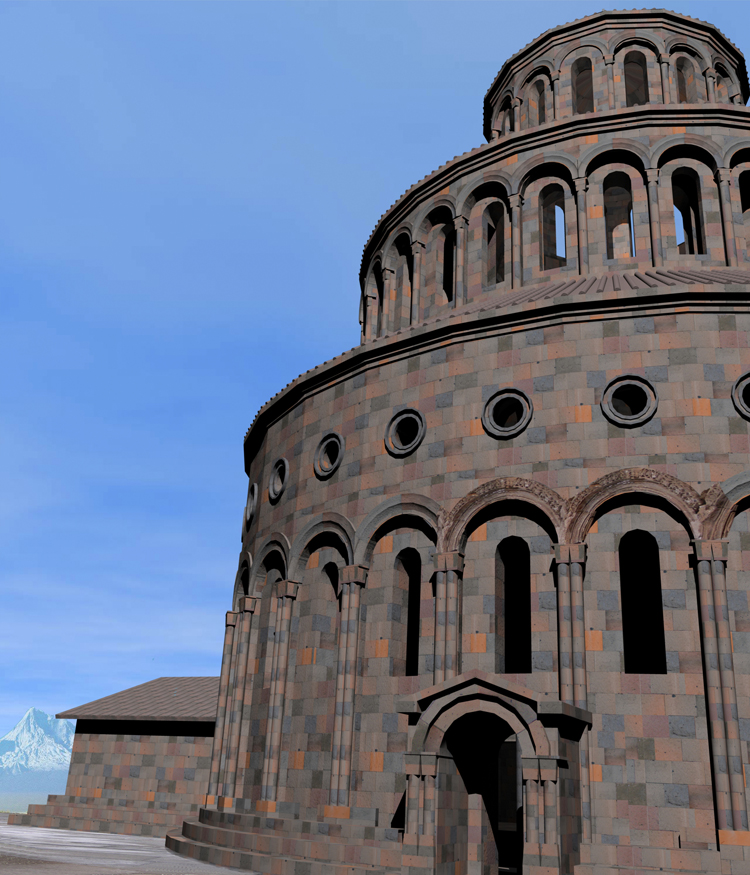
طرحی از زوارتونتس
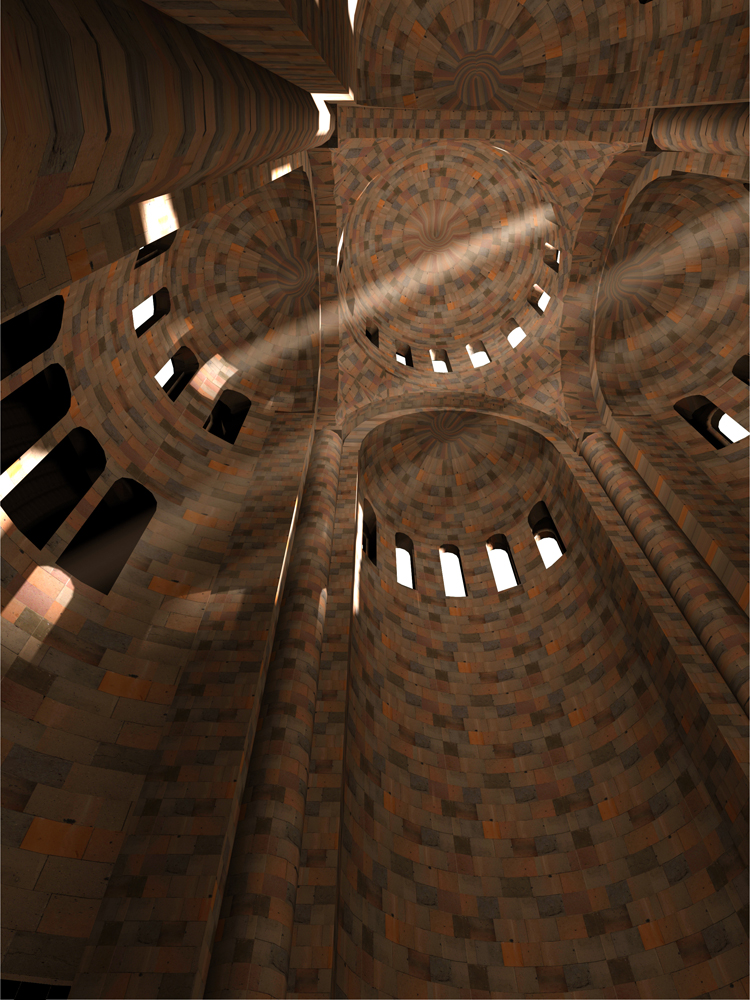
طرحی از زوارتونتس